# Der Fakir im Frack
Der Fakir im Frack ist ein phantastischer, deutscher Stummfilm aus dem Jahre 1916 von Max Mack mit Sybille Binder als indische Göttin und Bruno Ziener in der Titelrolle.

## Handlung
Nena Raiwata hat sich in Indien einen Namen als berühmter Fakir gemacht. Der Abenteurer Baron Ford veranlasst, dass er nach Europa kommt. Hier bietet der Fakir im Frack im Rahmen von Abendveranstaltung seine Vielseitigkeit dar, etwa als Hungerkünstler, Feuerfresser und Fackeltänzer. Wenig später folgt ihm die indische Göttin des Ganges, Sybilla. Baron Ford hat mit seinem indischen Gast nichts Gutes im Sinn; er plant, die überirdischen Fähigkeiten des Fakir dafür zu missbrauchen, einen gewaltigen Diamanten aus dem Besitz des Senators Harpen zu stehlen. Doch Sybilla, die sich als Göttin stets im rechten Moment zu verwandeln weiß – mal als Tänzerin, mal als Statue – verhindert das Schurkenstück und kann für die Verhaftung Baron Fords und seiner Leute sorgen. Am Ende erweist sich alles nur als Alptraum des Diamanteigners Senator Harpen.

## Produktionsnotizen
Der Fakir im Frack entstand Mitte 1916 im Greenbaum-Film-Atelier in Berlin-Weißensee und passierte die Zensur im August 1916. Wann die Uraufführung war, ist derzeit nicht bekannt. Der Film besaß in Österreich-Ungarn, wo er am 18. August 1916 anlief, eine Länge von vier Akten auf etwa 1320 Meter.
Die Bauten schuf Heinrich C. Richter; es war für ihn wie für die Hauptdarstellerin Binder die erste Arbeit für das Kino.

## Kritik
Paimann’s Filmlisten resümierte: „Stoff gut, Photos, Tänze, Szenerie und Spiel sehr gut.“